# Martina Centofanti
Martina Centofanti (Roma, 19 maggio 1998) è un'ex ginnasta italiana, membro della nazionale di ginnastica ritmica dell'Italia dal 2014.

## Carriera sportiva
Figlia di Felice, ex calciatore, inizia a praticare ginnastica ritmica presso la società Polimnia Ritmica Romana, con la quale partecipa al campionato nazionale di serie A2 e successivamente nel massimo campionato di serie A1. Ottiene ottimi risultati a livello nazionale tanto che nel 2012 viene convocata per far parte della nazionale italiana juniores. Partecipa a vari campionati internazionali tra cui la World Cup di Pesaro.
Nel 2013 diventa il capitano della squadra nazionale juniores, insieme a Letizia Cicconcelli, Cecilia Merriggiola, Maria Vilucchi, Aurora Peluzzi e Giulia Muscolino, allenata da Julieta Cantaluppi e Kristina Ghiurova. La squadra conquista la 5ª posizione ai Campionati europei di ginnastica ritmica 2013 a Minsk.
Dopo i Campionati si stabilisce definitivamente alla società Ginnastica Fabriano.
Nel 2014 entra a far parte della Nazionale di ginnastica ritmica dell'Italia.
Nel 2015 partecipa alla prima tappa di World Cup a Lisbona, vincendo un oro nel concorso generale e uno alla finale cerchi e clavette. Alla World Cup di Pesaro invece vince nel concorso generale la medaglia d'argento, e un altro oro alla finale cerchi e clavette. Partecipa anche alla World Cup di Tashkent collezionando una medaglia di bronzo nella finale di specialità cerchi-clavette. Alla World Cup di Budapest conquista altre due medaglie: bronzo nel concorso generale a squadre e oro alla finale di specialità cerchi e clavette.
Grazie alle ottime prestazioni nelle finali di specialità ai cerchi e clavette, durante tutte le tappe del circuito di Coppa del mondo di ginnastica ritmica 2015, vince l'iridata classifica generale di questa specialità. Viene quindi premiata con la squadra in occasione dell'ultima tappa, a Kazan', quella precedente ai campionati del mondo in programma a Stoccarda.
I primi successi della stagione 2016 arrivano durante la Coppa del Mondo di Pesaro. Tra le mura amiche, infatti, l'azzurra realizza l'en plein conquistando la medaglia d'oro in tutte e tre le competizioni dedicate alla squadra: concorso generale (grazie allo straordinario punteggio di 36,200 che segna la prima storica volta in cui viene superata la soglia dei 36,000 punti in gara ufficiale); finale di specialità ai nastri; finale di specialità ai cerchi e clavette. In seguito, durante le tappe di Minsk, Sofia, Kazan' e Baku arricchisce il proprio palmarès rispettivamente con 5 medaglie distribuite tra concorso generale (1 bronzo) e finale di specialità ai cerchi e clavette (2 argenti e 2 bronzo), che si conferma cavallo di battaglia della squadra azzurra. Non a caso ottiene, infatti, la terza piazza assoluta del circuito dedicata a questa specialità.
In virtù della straordinaria stagione sportiva viene premiata nello speciale concorso della celebre Gazzetta dello Sport Gazzetta Sport Awards nella categoria 'Squadra dell'anno' con il secondo posto dietro la Juventus.
Lo stesso anno entra a far parte del corpo sportivo dell'Aeronautica Militare.
Con le compagne, è stata l'unica squadra nazionale ad essere stata invitata a partecipare al Rhythmic Ginnastic All-Star Gala, il più importante evento asiatico di ginnastica ritmica che riunisce le migliori ginnaste del pianeta, a Seul, in Corea del Sud.
Smaltita la delusione olimpica il nuovo quadriennio si apre con il botto: al Grand Prix di Thiais le azzurre conquistano una medaglia d'oro nel concorso generale e due medaglie d'argento in ambedue le finali di specialità (5 cerchi e funi-palle) mentre poco dopo, in occasione della prima tappa di Coppa del mondo di Pesaro, ottengono invece un argento nel concorso generale (alle spalle della Bulgaria) e la medaglia d'oro in entrambe le finali di specialità.
Prende parte ai XXXV Campionati mondiali di ginnastica ritmica 2017 a Pesaro (prima storica edizione organizzata in Italia) e assieme alle compagne Alessia Maurelli, Beatrice Tornatore, Agnese Duranti, Martina Santandrea e Anna Basta si piazza al quarto posto nel concorso generale ad appena 2 decimi dal terzo posto. Il giorno successivo, quello dedicato alle due finali di specialità, si riscatta con la medaglia d'oro (e relativo titolo di campionessa del mondo) all'esercizio con i 5 cerchi con il punteggio di 18.900: a completare il podio la Russia con 18.700 e la rivelazione Giappone a quota 18.600. Nell'altra finale di specialità, funi e palle, non basta il buon punteggio di 18.550: è medaglia di legno a 0.025 dal podio.
Così come l'anno precedente anche il 2018 si apre con la partecipazione al Grand Prix di Thiais, nel quale ottiene 2 ori (concorso generale e finale di specialità a palle e funi) e un terzo posto alla finale di specialità ai cerchi. Anche il circuito di Coppa del Mondo si apre nel migliore dei modi: nella tappa di Sofia conquista complessivamente 2 medaglie di bronzo e 1 d'argento mentre a Pesaro bissa il clamoroso "triplete" del 2016 vincendo l'oro in tutte e 3 le competizioni dedicate alle squadre (concorso generale e le 2 finali di specialità). Merita particolare attenzione il punteggio di 21.600 ottenuto nella finale di specialità ai 5 cerchi, record assoluto dell'intero circuito.
Ma i record non finiscono qui, infatti poco dopo, alla Coppa del Mondo Baku, la vittoria nel concorso generale seguita dall'argento nella finale di specialità ai cerchi, le permette di riuscire in un'impresa che mai era riuscita nella storia della ginnastica ritmica italiana. Ovvero quella di trionfare in tutte e 3 le competizioni che il circuito di Coppa del Mondo di ginnastica ritmica riserva alle squadre (concorso generale e 2 finali di specialità) ottenuto come somma delle migliori prestazioni nei vari eventi di Coppa del mondo. L'ultima vittoria di una competizione di circuito (nonché l'unica) era avvenuta nel 2015, in quella dedicata alla specialità cerchi e clavette.
Come se non bastasse, anche la tappa di World Challenge di Guadalajara (precedente agli Europei che si terranno nella medesima città) regala 3 ulteriori medaglie (2 d'argento e 1 d'oro) che sommate alle precedenti gare ufficiali del 2018 fanno l'incredibile bottino di 14 medaglie su 15 gare disponibili. Nessuna squadra era riuscita a fare di meglio.
Assieme alle compagne Alessia Maurelli, Agnese Duranti, Martina Santandrea, Letizia Cicconcelli e Anna Basta partecipa ai XXXV Campionati mondiali di ginnastica ritmica 2019 a Baku conquistando il quinto posto nel concorso generale e la medaglia bronzo nella finale di specialità ai cerchi e clavette. A completare il podio le rappresentative della Russia e del Giappone.
Prende parte ai Giochi olimpici di Tokyo 2020 assieme alle compagne Alessia Maurelli, Agnese Duranti, Martina Santandrea e Daniela Mogurean conquistando una prestigiosa medaglia di bronzo, proprio l'ultima della spedizione azzurra ai Giochi olimpici che fa automaticamente scattare un duplice record: primato assoluto per numero di medaglie italiane a un'edizione dei giochi olimpici (40) e la conquista di almeno una medaglia al giorno da parte di atleti italiani durante tutta la rassegna olimpica. Il primo giorno di eliminatorie si qualifica in finale con il terzo miglior punteggio (87 150), dietro a Bulgaria (91 800) e Comitato Olimpico Russo (89 050). Podio che rimane invariato anche il giorno della finale: medaglia d'oro alla Bulgaria (punteggio di 92 100), argento al Comitato Olimpico Russo (90 700) e bronzo all'Italia (87 700). A completare la classifica delle 8 squadre finaliste: Cina (84 550), Bielorussia (84 050), Israele (83 850), Ucraina (77 600) e Giappone, padrone di casa (72 500).

## Risultati olimpici dettagliati
| Anno | Competizione    | Luogo          | Musica                                                                                | Specialità            | Posizione finale | Risultato finale | Posizione in qualifica | Risultato in qualifica |
| ---- | --------------- | -------------- | ------------------------------------------------------------------------------------- | --------------------- | ---------------- | ---------------- | ---------------------- | ---------------------- |
| 2016 | Giochi olimpici | Rio de Janeiro |                                                                                       | Concorso generale     | 4th              | 35.549           | 4th                    | 35.349                 |
| 2016 | Giochi olimpici | Rio de Janeiro | Tu Si Na Cosa Grande, Tammurriata, Nessun Dorma di Massimo Ranieri, Luciano Pavarotti | 5 Nastri              | 4th              | 17.516           | 5th                    | 17.516                 |
| 2016 | Giochi olimpici | Rio de Janeiro | Faust: VII. Danse de Phryne. Allegretto vivo Herbert von Karajan                      | 6 Clavette + 2 Cerchi | 3rd              | 18.033           | 3rd                    | 17.833                 |
| 2020 | Giochi olimpici | Tokyo          |                                                                                       | Concorso Generale     | 3rd              | 87.700           | 3rd                    | 87.150                 |
| 2020 | Giochi olimpici | Tokyo          | Butterfly-Ninja by Maxime Rodriguez                                                   | 5 Palle               | 4th              | 44.850           | 3rd                    | 44.600                 |
| 2020 | Giochi olimpici | Tokyo          | Albero della Vita di R. Cacciapaglia, Royal Philarmonic Orchestra                     | 3 Cerchi + 4 Clavette | 3rd              | 42.850           | 4th                    | 42.550                 |

## Palmarès
Vengono di seguito riportate le medaglie conquistate in competizioni internazionali ufficiali: Giochi olimpici, Campionati Mondiali, Campionati Europei (evidenziate); tappe di Coppa del Mondo e Grand Prix. Non sono perciò conteggiate le medaglie ottenute in contesti amichevoli. 
| Anno | Paese       | Competizione        | Medaglia | Specialità        | Punteggio |
| ---- | ----------- | ------------------- | -------- | ----------------- | --------- |
| 2015 | Lisbona     | Coppa del mondo     | Oro      | Concorso generale | 34.650    |
| 2015 | Lisbona     | Coppa del mondo     | Oro      | Cerchi e clavette | 17.900    |
| 2015 | Pesaro      | Coppa del mondo     | Argento  | Concorso generale | 35.450    |
| 2015 | Pesaro      | Coppa del mondo     | Oro      | Cerchi e clavette | 17.850    |
| 2015 | Tashkent    | Coppa del mondo     | Bronzo   | Cerchi e clavette | 17.600    |
| 2015 | Budapest    | Coppa del mondo     | Bronzo   | Concorso generale | 34.750    |
| 2015 | Budapest    | Coppa del mondo     | Oro      | Cerchi e clavette | 17.650    |
| 2015 | Stoccarda   | Campionati Mondiali | Oro      | Nastri            | 17.900    |
| 2015 | Stoccarda   | Campionati Mondiali | Argento  | Cerchi e Clavette | 18.100    |
| 2016 | Pesaro      | Coppa del mondo     | Oro      | Concorso generale | 36.200    |
| 2016 | Pesaro      | Coppa del mondo     | Oro      | Nastri            | 17.950    |
| 2016 | Pesaro      | Coppa del mondo     | Oro      | Cerchi e clavette | 17.850    |
| 2016 | Minsk       | Coppa del mondo     | Argento  | Cerchi e clavette | 18.050    |
| 2016 | Sofia       | Coppa del mondo     | Bronzo   | Cerchi e clavette | 18.300    |
| 2016 | Kazan'      | Coppa del mondo     | Bronzo   | Cerchi e clavette | 18.300    |
| 2016 | Baku        | Coppa del mondo     | Bronzo   | Concorso generale | 36.700    |
| 2016 | Baku        | Coppa del mondo     | Argento  | Cerchi e clavette | 18.500    |
| 2017 | Thiais      | Grand Prix          | Oro      | Concorso generale | 37.800    |
| 2017 | Thiais      | Grand Prix          | Argento  | Cerchi            | 18.550    |
| 2017 | Thiais      | Grand Prix          | Argento  | Funi e palle      | 17.900    |
| 2017 | Pesaro      | Coppa del mondo     | Argento  | Concorso generale | 36.800    |
| 2017 | Pesaro      | Coppa del mondo     | Oro      | Cerchi            | 18.700    |
| 2017 | Pesaro      | Coppa del mondo     | Oro      | Palle e funi      | 18.700    |
| 2017 | Baku        | Coppa del mondo     | Argento  | Concorso generale | 35.500    |
| 2017 | Baku        | Coppa del mondo     | Oro      | Cerchi            | 18.700    |
| 2017 | Portimão    | Coppa del mondo     | Oro      | Concorso generale | 35.550    |
| 2017 | Portimão    | Coppa del mondo     | Oro      | Funi e palle      | 17.550    |
| 2017 | Portimão    | Coppa del mondo     | Oro      | Cerchi            | 18.350    |
| 2017 | Minsk       | Coppa del mondo     | Oro      | Concorso generale | 36.700    |
| 2017 | Minsk       | Coppa del mondo     | Argento  | Funi e palle      | 18.350    |
| 2017 | Kazan'      | Coppa del mondo     | Argento  | Concorso generale | 35.950    |
| 2017 | Pesaro      | Campionati Mondiali | Oro      | Cerchi            | 18.900    |
| 2018 | Thiais      | Grand Prix          | Oro      | Concorso generale | 39.850    |
| 2018 | Thiais      | Grand Prix          | Bronzo   | Cerchi            | 18.650    |
| 2018 | Thiais      | Grand Prix          | Oro      | Funi e palle      | 20.550    |
| 2018 | Sofia       | Coppa del mondo     | Bronzo   | Concorso generale | 38.550    |
| 2018 | Sofia       | Coppa del mondo     | Bronzo   | Cerchi            | 19.650    |
| 2018 | Sofia       | Coppa del mondo     | Argento  | Funi e palle      | 17.800    |
| 2018 | Pesaro      | Coppa del mondo     | Oro      | Concorso generale | 40.550    |
| 2018 | Pesaro      | Coppa del mondo     | Oro      | Cerchi            | 21.600    |
| 2018 | Pesaro      | Coppa del mondo     | Oro      | Funi e palle      | 20.600    |
| 2018 | Baku        | Coppa del mondo     | Oro      | Concorso generale | 40.650    |
| 2018 | Baku        | Coppa del mondo     | Argento  | Cerchi            | 18.000    |
| 2018 | Guadalajara | Coppa del mondo     | Argento  | Concorso generale | 39.750    |
| 2018 | Guadalajara | Coppa del mondo     | Oro      | Cerchi            | 21.500    |
| 2018 | Guadalajara | Coppa del mondo     | Argento  | Funi e palle      | 21.500    |
| 2018 | Guadalajara | Campionati Europei  | Argento  | Concorso generale | 42.900    |
| 2018 | Guadalajara | Campionati Europei  | Oro      | Cerchi            | 22.350    |
| 2018 | Guadalajara | Campionati Europei  | Argento  | Funi e palle      | 22.350    |
| 2018 | Minsk       | Coppa del mondo     | Oro      | Concorso generale | 44.300    |
| 2018 | Minsk       | Coppa del mondo     | Oro      | Cerchi            | 22.800    |
| 2018 | Kazan'      | Coppa del mondo     | Oro      | Concorso generale | 43.950    |
| 2018 | Kazan'      | Coppa del mondo     | Bronzo   | Cerchi            | 22.000    |
| 2018 | Kazan'      | Coppa del mondo     | Argento  | Funi e palle      | 22.200    |
| 2018 | Sofia       | Campionati Mondiali | Argento  | Concorso generale | 44.825    |
| 2018 | Sofia       | Campionati Mondiali | Bronzo   | Cerchi            | 22.550    |
| 2018 | Sofia       | Campionati Mondiali | Oro      | Funi e palle      | 22.550    |
| 2019 | Kiev        | Grand Prix          | Bronzo   | Concorso generale | 41.600    |
| 2019 | Kiev        | Grand Prix          | Bronzo   | Palle             | 22.600    |
| 2019 | Kiev        | Grand Prix          | Bronzo   | Cerchi e clavette | 22.450    |
| 2019 | Pesaro      | Coppa del mondo     | Bronzo   | Concorso generale | 49.400    |
| 2019 | Pesaro      | Coppa del mondo     | Oro      | Palle             | 25.400    |
| 2019 | Sofia       | Coppa del mondo     | Argento  | Concorso generale | 48.200    |
| 2019 | Guadalajara | Coppa del mondo     | Oro      | Concorso generale | 50.250    |
| 2019 | Guadalajara | Coppa del mondo     | Argento  | Palle             | 25.000    |
| 2019 | Guadalajara | Coppa del mondo     | Bronzo   | Cerchi e clavette | 24.950    |
| 2019 | Minsk       | Coppa del mondo     | Oro      | Palle             | 29.800    |
| 2019 | Kazan'      | Coppa del mondo     | Bronzo   | Concorso generale | 56.900    |
| 2019 | Portimão    | Coppa del mondo     | Oro      | Concorso generale | 58.050    |
| 2019 | Portimão    | Coppa del mondo     | Oro      | Palle             | 29.500    |
| 2019 | Portimão    | Coppa del mondo     | Argento  | Cerchi e clavette | 28.550    |
| 2019 | Baku        | Campionati Mondiali | Bronzo   | Cerchi e clavette | 29.200    |
| 2021 | Baku        | Coppa del mondo     | Argento  | Concorso generale | 84.250    |
| 2021 | Baku        | Coppa del mondo     | Argento  | Palle             | 44.550    |
| 2021 | Baku        | Coppa del mondo     | Argento  | Cerchi e clavette | 41.900    |
| 2021 | Pesaro      | Coppa del mondo     | Oro      | Palle             | 46.950    |
| 2021 | Pesaro      | Coppa del mondo     | Oro      | Cerchi e Clavette | 44.150    |
| 2021 | Varna       | Campionati Europei  | Argento  | Concorso generale | 87.450    |
| 2021 | Varna       | Campionati Europei  | Bronzo   | Cerchi e Clavette | 43.375    |
| 2021 | Tokyo       | Giochi olimpici     | Bronzo   | Concorso generale | 87.700    |
| 2021 | Cluj-Napoca | Coppa del mondo     | Oro      | Concorso generale | 90.150    |
| 2021 | Cluj-Napoca | Coppa del mondo     | Oro      | Palle             | 47.650    |
| 2021 | Cluj-Napoca | Coppa del mondo     | Oro      | Cerchi e clavette | 45.600    |
| 2021 | Kitakyūshū  | Campionati Mondiali | Argento  | Team ranking      | 277.575   |
| 2021 | Kitakyūshū  | Campionati Mondiali | Argento  | Concorso generale | 86.000    |
| 2021 | Kitakyūshū  | Campionati Mondiali | Argento  | Palle             | 45.600    |
| 2021 | Kitakyūshū  | Campionati Mondiali | Argento  | Cerchi e clavette | 42.750    |
| 2024 | Parigi      | Giochi olimpici     | Bronzo   | Concorso generale | 68.100    |